# Bielle
Bielle – miejscowość i gmina we Francji, w regionie Nowa Akwitania, w departamencie Pireneje Atlantyckie.
Według danych na rok 1990 gminę zamieszkiwało 470 osób, a gęstość zaludnienia wynosiła 19 osób/km² (wśród 2290 gmin Akwitanii Bielle plasuje się na 733. miejscu pod względem liczby ludności, natomiast pod względem powierzchni na miejscu 380.).